# كوينتن كاري
كوينتن كاري (بالإنجليزية: Quentin Curry)‏ هو رسام أمريكي، ولد في 1972.